# Borneoastichus
Borneoastichus is een geslacht van vliesvleugeligen uit de familie van de Eulophidae. De wetenschappelijke naam van dit geslacht werd voor het eerst geldig gepubliceerd in 2006 door T. C. Narendran.

## Soorten
Het geslacht Borneoastichus is monotypisch en omvat slechts de volgende soort:
- Borneoastichus notisetosus Narendran, 2006